# Sydafrikas damlandslag i volleyboll
Sydafrikas damlandslag i volleyboll  representerar Sydafrika i volleyboll på damsidan. Laget organiseras av Volleyball South Africa. Det har som bäst blivit fyra vid afrikanska mästerskapet (1997 och 2001) och afrikanska spelen (1999).